# SN 2009au
SN 2009au – supernowa typu IIn odkryta 11 marca 2009 roku w galaktyce E443-G21. W momencie odkrycia miała maksymalną jasność 16,40m.